# Литвинов, Юрий Михайлович (политик)
Юрий Михайлович Литвинов (род. 2 июня 1951 года, Караганда, Казахская ССР) — казахстанский государственный деятель. Аким городов Шахтинска (2001—2003) и Караганды (2003—2006).

## Биография
Родился 2 июня 1951 года в городе Караганде.
В 1976 году окончил Карагандинский политехнический институт.
В 1968—1970 гг. — слесарь шахты № 31 треста «Ленинуголь».
В 1970—1972 гг. служил в рядах Советской Армии.
В 1972 году работал проходчиком шахты «Стахановская» комбината «Карагандауголь».
В 1976—1978 гг. — второй и первый секретарь Ленинского райкома ЛКСМ Казахстана.
В 1978—1987 гг. — заведующий сектором учёта и подготовки кадров, командир областного штаба ССО Карагандинского обкома ЛКСМ Казахстана.
В 1987—1988 гг. — подземный горный мастер шахты имени 50-летия Октябрьской революции производственного объединения «Карагандауголь».
В 1988—1989 гг. — инструктор отдела строительства Карагандинского обкома партии.
В 1989—1992 гг. — начальник отдел кадров, секретарь парткома, заместитель начальника объединения по быту, кадрам и социальным вопросам, начальник отдела кадров проектно-строительного эксплуатационного объединения (ПЭСО) «Карагандамелиорация».
В 1992—2001 гг. — заместитель главы администрации (с 1995 года — акима) Советского района города Караганды.
В 2001—2003 гг. — заместитель акима района имени Казыбек би города Караганды, и. о. акима, затем аким города Шахтинска.
В 2003—2006 гг. — аким города Караганды.